# Адамсит

Адамси́т (хлордигідрофенарсазин) — органічна сполука арсену гетероциклічного ряду.

## Основні параметри
Адамсит — кристалічна речовина жовтого кольору, температура плавлення — 195° С, хімічно стійка, подразна, отруйна. Розпорошений адамсит при вдиханні викликає чхання, нежить, біль у грудях та блювання. Сучасний протигаз надійно захищає від адамситу.